# Murány vára
Murány várának (szlovákul Muránsky hrad) keletkezése mondai homályában enyészik el. Fénykorát a 17. században élte, ezt jól illusztrálja Arany János Murány ostroma című szerelmi hőskölteménye és Kisfaludy Károly Szécsi Mária vagy Murány ostromlása című drámája, amelyekben Széchy Mária és Wesselényi Ferenc idilljének helyszínéül szolgált a vár. Egyike volt a legmagasabban épült közép-európai váraknak. Luxemburgi Zsigmond 1435-ben kelt oklevelében a pelsőci Bebek családnak adta a füleki és jolsvai várakat és uradalmakat és a jolsvai várhoz tartozó murányi vámot. A vár építését a hagyományok a Bebekeknek, mások az Ilsva nemzetségnek, mások pedig Giskrának tulajdonítják. Murányalja község 1321-ben a vár szolgálófalujaként keletkezett. 1427-ben Moranalya, 1435-ben Mwran néven említik. 1427-ben 24 adózó portája volt.

## Története

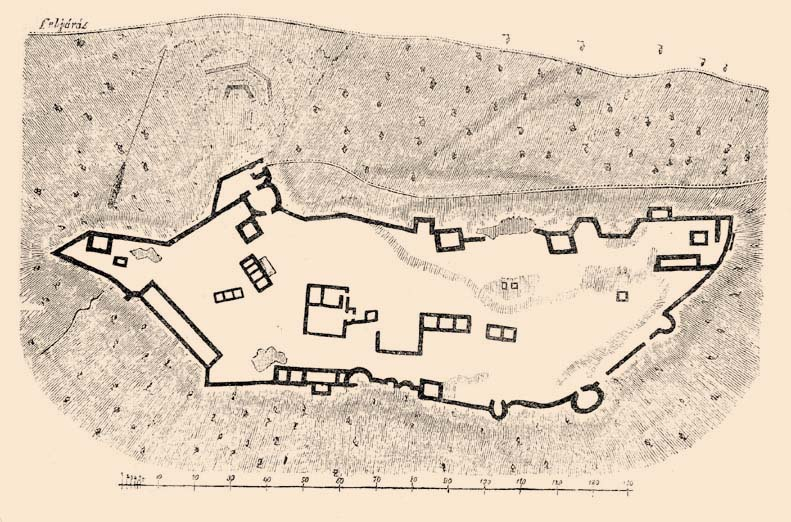
A vár alaprajza

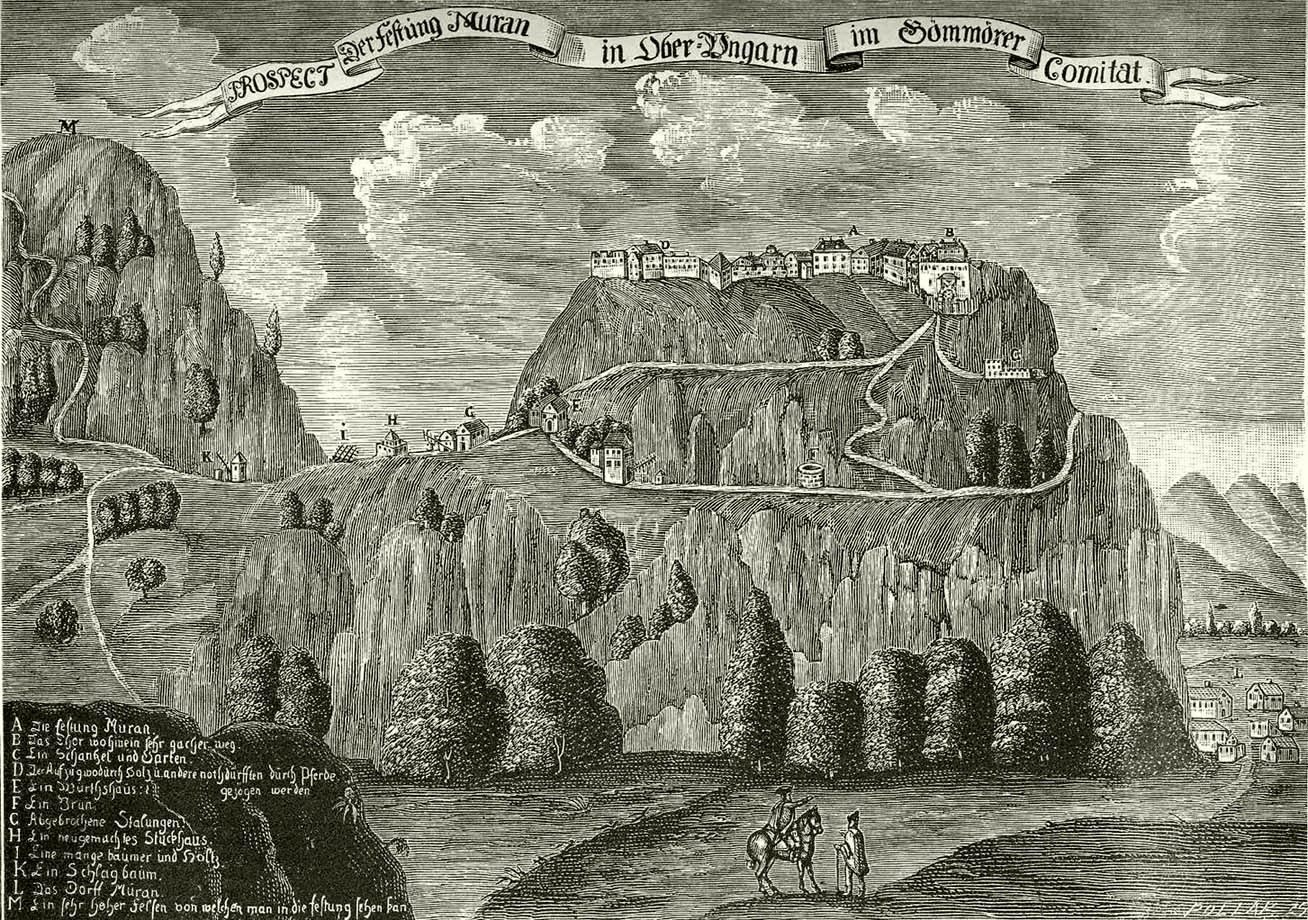
Murány vára a 17. században
„Az ágyúgolyó is félúton leszédül:
S szárnya-szegve hull le légi ösvenyérül”

A várat először egy 1271-ben kelt adománylevelében említik, mikor V. István magyar király Gunig comesnek adományozza. Ez azt mutatja, hogy a vár közvetlenül a tatárjárás után már állt. Legrégebbi birtokosaiul a 13. században Gömör vármegyében már az Ilosvaiakat ismerjük. Tőlük kerülhetett több gömöri uradalommal a Bebekek kezére, akik ott 1401-ben kaptak adományokat. Luxemburgi Erzsébet magyar királyné az Itáliából származó hívének, Jiskra János zsoldosvezérnek adta, amíg Mátyás király vezére, Szapolyai István azt el nem foglalta.
A vár, uradalmával együtt, 1500 körül már a Tornallyaiak kezén volt. A 16. század első felében Bacsó Mátyás rablólovag kezére jutott, akit 1549-ben kivégeztek. 1549-ben így királyi birtokká vált. Az örökös pénzzavarban szenvedő kincstár igyekezett túladni rajta. 1600-ban Rákóczi Zsigmondnak kínálta 40 000 forintért, majd Johann Rottal udvari tanácsos, a Titkos Tanács magyar szakértője Jakab bárónak 100 ezer forinton zálogosította el. Az 1608. évi (k. e.) XIII. törvénycikk elrendelte, hogy a hatalmas murányi uradalom visszaváltását a még nem honosított Rottaltól. Széchy Tamás 1609-ben Rottalnak lefizette a zálogösszeget, Murányra és uradalmára királyi donációt kapott. Ettől kezdődik Murányban a Széchyek uralma és Murány fénykora. Széchy Tamásról fiára, Györgyre szállt a birtok. Neje, Homonnay Mária 1613-ban megvette azt apósától, Széchy Tamástól. György előbb II. Ferdinánd királlyal dacolt, majd urával, Bethlen Gáborral. Széchy György és neje Murány várát a protestáns szellem és műveltség egyik középpontjává tették.
Széchy György 1625-ben váratlanul bekövetkezett halála után özvegye mint hű királypárti, háborítatlanul birtokában maradt a várnak, lefizetvén a kamara által újabban pótlásul követelt 22 ezer tallért, a vár és uradalma 1626. április 14-én tulajdonosa lett, de hitlevelet kellett adnia, mely szerint: „Murányi várat idegen fejedelmeknek kezébe nem ejtem, névszerint pedig az erdélyi fejedelemnek, sem pedig erdélyi fejedelemhez tartozó embernek (át nem adom), sőt még testamentumomban is… Erdélyhez tartozandó embernek nem hagyom, sem adom.” Ő híven meg is tartotta fogadását, de leánya, Mária anyja halála után I. Rákóczi György pártjára állott. Az ekkor történt események szolgáltatták a tárgyat Gyöngyössy István „Mársal társalkodó murányi Venus”-ához s Tompa meg Petőfi „Széchy Mária” című remek költeményeikhez.

## A murányi Vénusz
…Murány erőssége.

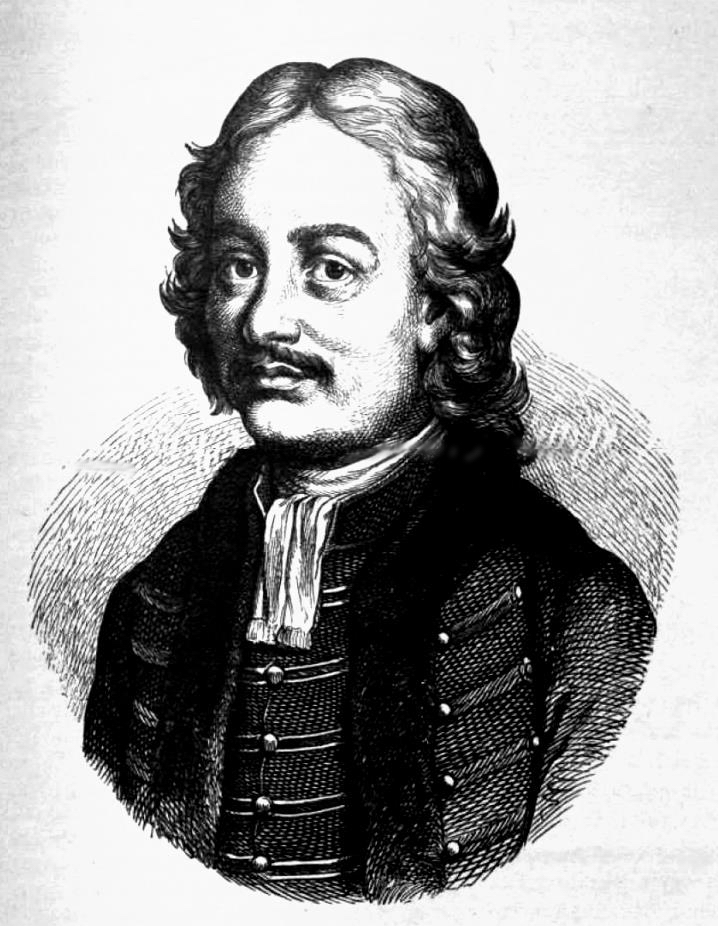
Gyöngyösi István

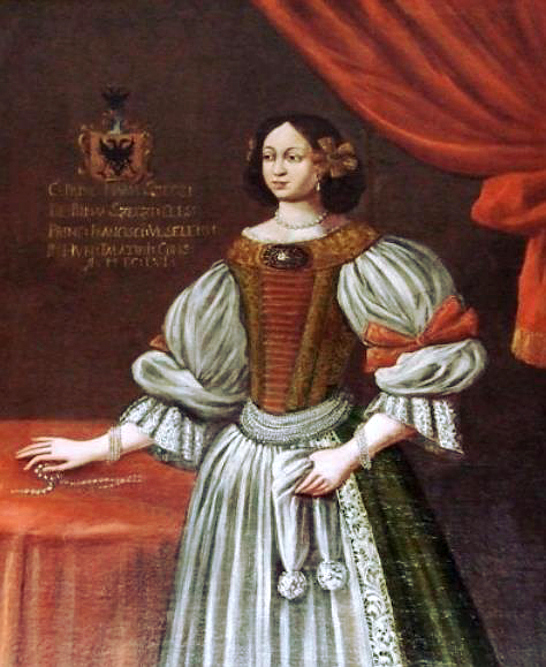
Széchy Mária, a murányi Vénusz

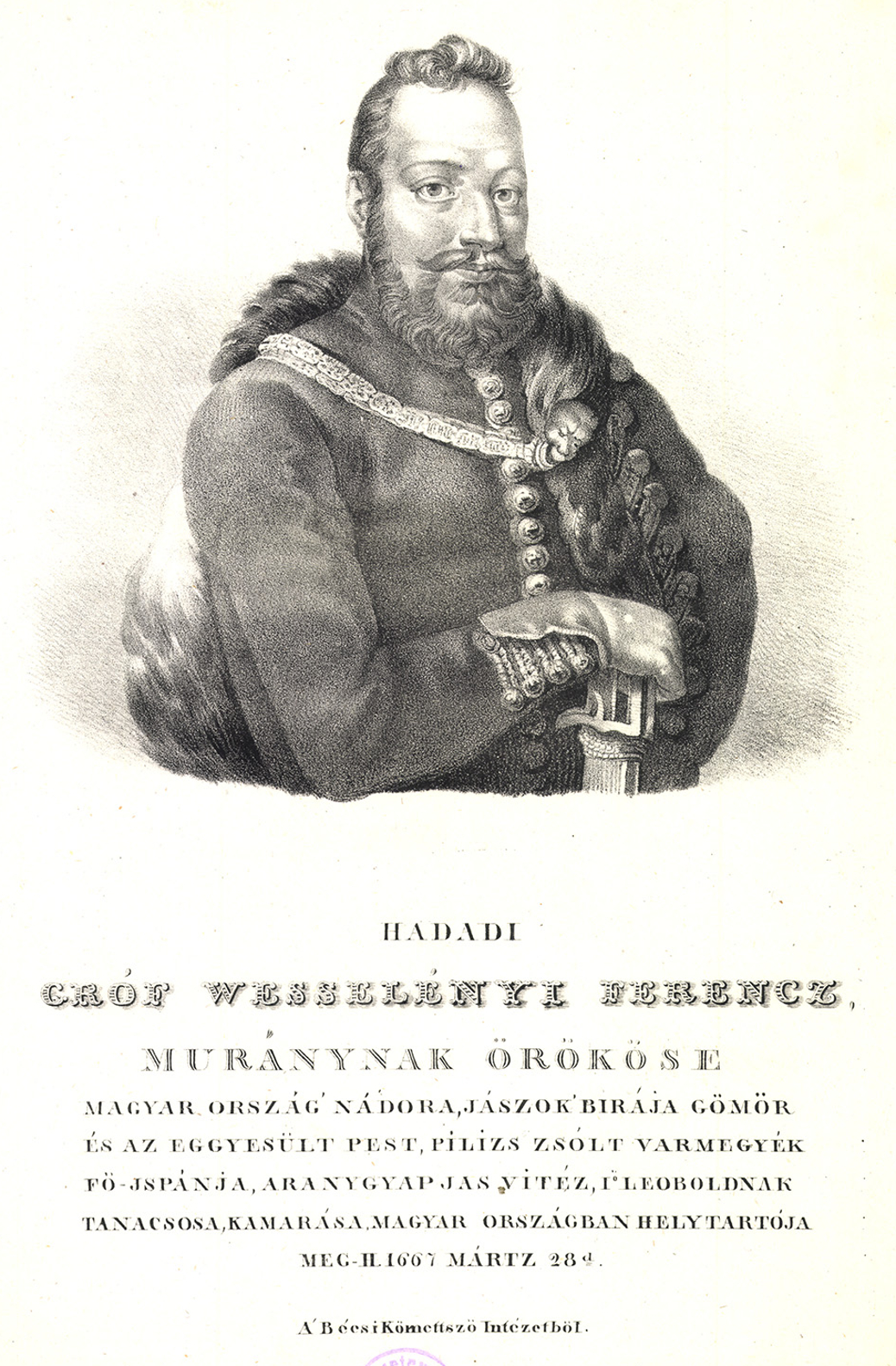
Wesselényi Ferenc

Erős helly az Murány s-nagy hirü mindennél,

Nem csak ithon, hanem kin-is sok nemzetnél,

Azok-is, kik jártak nap-nyugat, s-keletnél,

Nem sokat szemléltek erőssebbet ennél.

Ezen az természet többet erőssitett,

Hogy sem az kőmives munkája készitett,

Körülötte ollyan kő-sziklát keritett,

Melynek nézése-is fejeket széditet.…
Az 1630-as években három Széchy lány örökölte a murányi várat: Éva, Kata és Mária. A várat Széchy Mária és két lánytestvérének férjei birtokolták. Széchy Máriát özvegyként másodszor rozsályi Kun István köznemes, szatmári főispán vette feleségül 1634-ben, akitől 1637-ben – harcias előzmények után – elvált. 1644-ben tűnt fel a magyar történelemben Wesselényi Ferenc, aki később az I. Lipót császár elleni főnemesi összeesküvés egyik szervezője lett. Wesselényi ebben az időben még egyszerű végvári vitéz volt és első házassága révén császárhű várkapitányként katonáskodott Füleken. Amikor 1644 nyarán I. Rákóczi György csapatai visszavonultak az előző évben elfoglalt felvidéki területekről, Wesselényi is visszatért Fülekre. Szemet vetett a Rákóczihoz hű Murány várára. Wesselényi ekkor összefogott Széchy Máriával és együttesen, csellel túljártak Mária sógorainak eszén, és a várat a Habsburgok kezére játszották egyetlen puskalövés nélkül. Ennek révén Mária egyedüli vártulajdonos, Wesselényi pedig kettejük házassága után gróf és felső-magyarországi főkapitány lett. A királyi hadvezér, Wesselényi Ferenc a várral együtt a szép úrnő Széchy Mária szívét is megnyerte, és a vár 1645-ben királyi megerősítéssel a kezükön maradt.

Álla még Murányvár szűzi épségében
Hozzáférhetetlen szikla tetejében,
Kevélyen tekintett völgye lapályára,
Veselényi Ferenc ostromló hadára.
A Széchyek ekkor I. Rákóczi György erdélyi fejedelem hívei voltak, Széchy Mária azonban csellel – az őrséget leitatta, s átjátszotta gróf Wesselényi Ferenc füleki várkapitánynak, így Habsburg-kézre jutott. Erről szól a magyar irodalom barokk klasszikus műve, Gyöngyösi István háromrészes eposza, a „Márssal társolkodó Murányi Vénus…”.

Kétszáz esztendővel utóbb, hogy itt jártam,
Híre sem volt többé az egykori zajnak.
Az elhagyott, az elpusztult Murányvárban
Vadrózsa-bokrok közt halk szellők susogtak.
Letörtem egy rózsát s magammal hoztam őt...
Talán a szép asszony szíve porábul nőtt...
Várkonyi Gábor szerint a "murányi Vénusz" valójában Wesselényi Ferenc volt.
Wesselényi 1667-ben bekövetkezett halála után – az összeesküvéssel kapcsolatos mindenféle gyanúokok miatt – Széchy Máriának el kellett hagynia Murányt, Kőszegen halt meg 1679-ben száműzetésben. Murány várát 1672-ben az összeesküvés felfedezése miatt V. Károly lotaringiai herceg ostrom alá vette és Széchy Mária hősies védekezése ellenére elfoglalta azt. A várban talált összeesküvéssel összefüggő iratok döntő befolyással voltak Magyarország további sorsára.
Thököly Imre felkelése idejében kurucok, labancok felváltva birtokolták. 1702-ben tűzvész rongálta meg a várat. 1704 elején kuruc kézre került, 1706-ban II. Rákóczi Ferenc kedvelt hívének, Bercsényi Miklósnak adományozta a várat és uradalmát.

## A szatmári békekötés után
A szatmári békekötés után Murány várának jelentősége megszűnt. (Ezt a megállapítást Várkonyi Gábor jelenlegi kutatásai kissé árnyalják: szerinte Murány később is vezető ipari régióközpont maradt.) 1720-ban III. Károly király Koháry István grófnak adományozta a várat az uradalommal együtt és ezzel a vár sorsa a lassú enyészet lett. A murányi vár romjai mellett Koburg herceg az 1840-es években turistaházat építtetett, melyet Petőfi is meglátogatott Felső-Magyarországi útja során és akkor a ház kapujába késsel véste be: Petőfi Sándor 1846 július 14-ikén. Alatta Tompa Mihály későbbi kézirása látszott. A murányi uradalmi felügyelőség üvegfedél alá foglaltatta az érdekes feliratokat.

## Képek

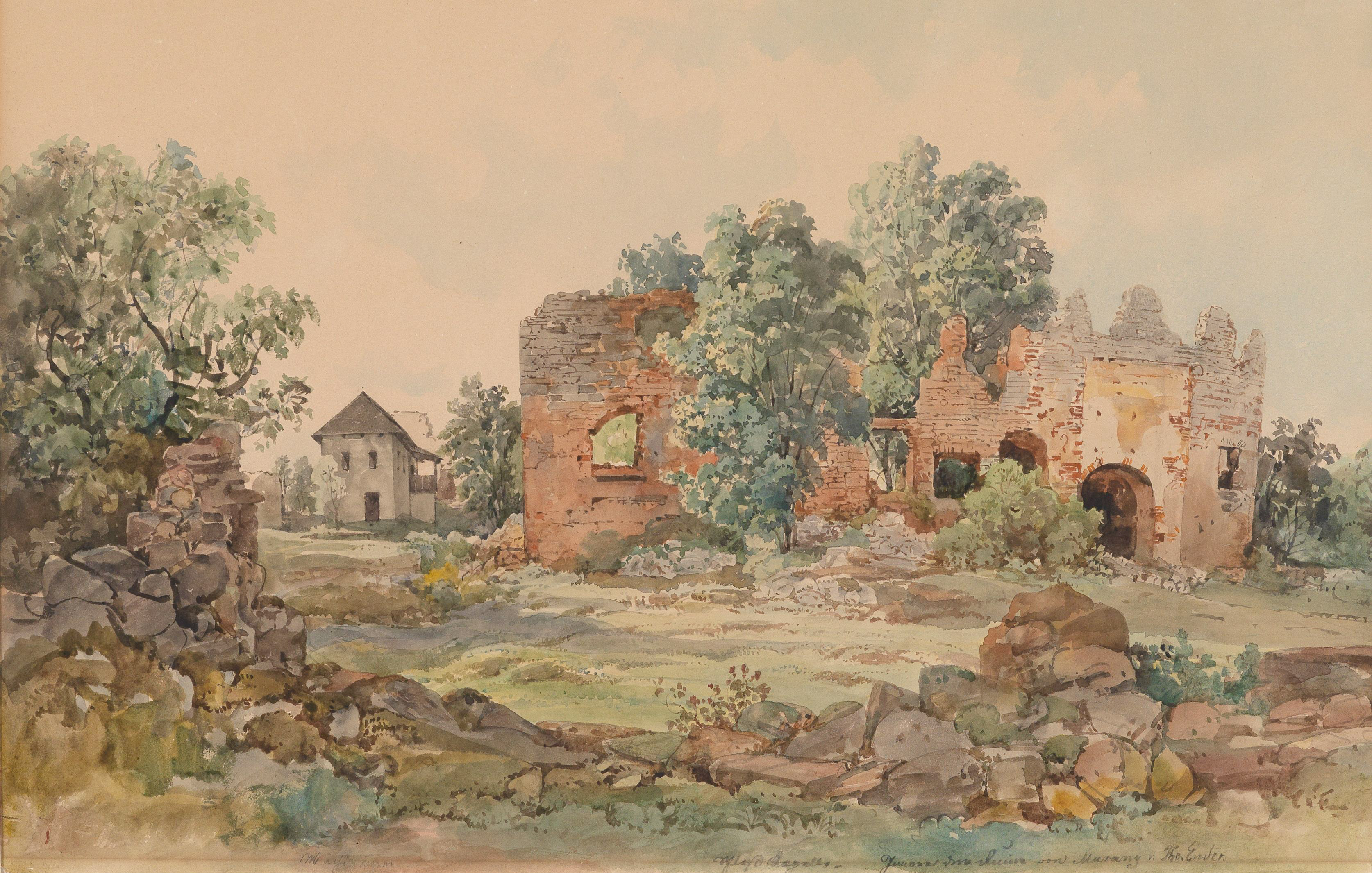
Thomas Ender: Murányi romok
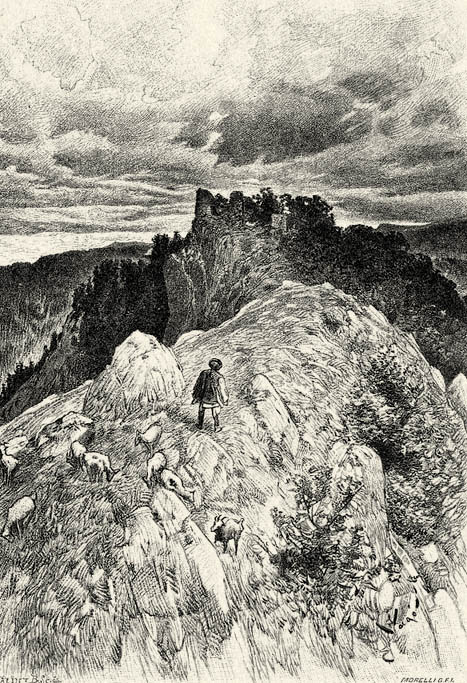
Murány várának romjai 1900 körül
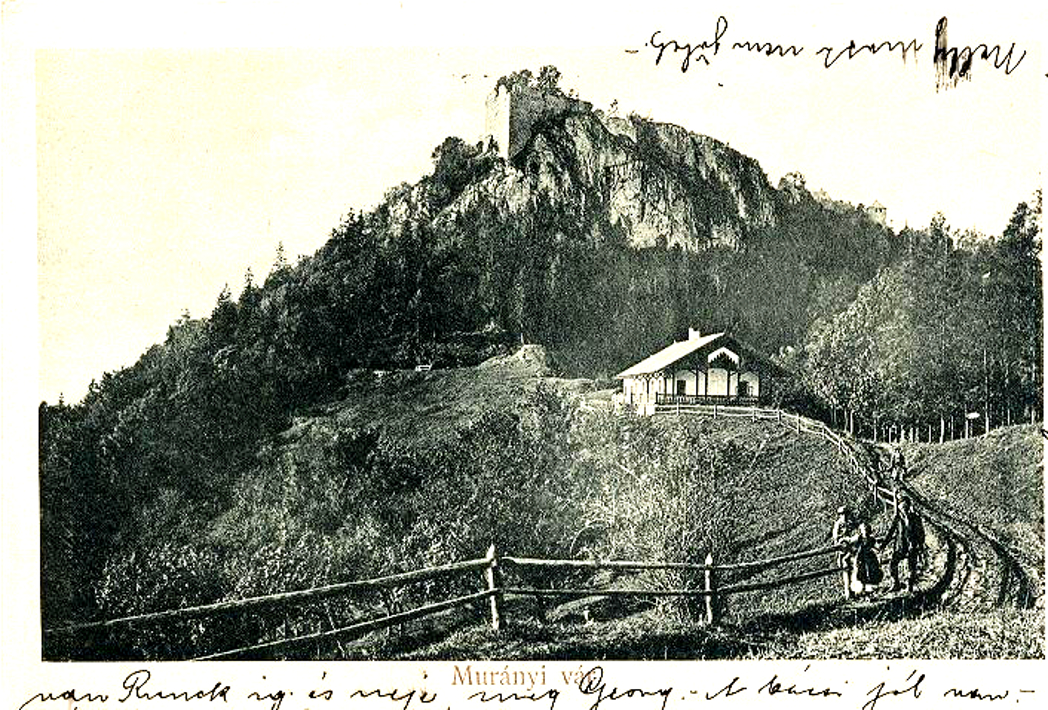
Murány várának romjai és a turistaház levelezőlapon 1920 körül
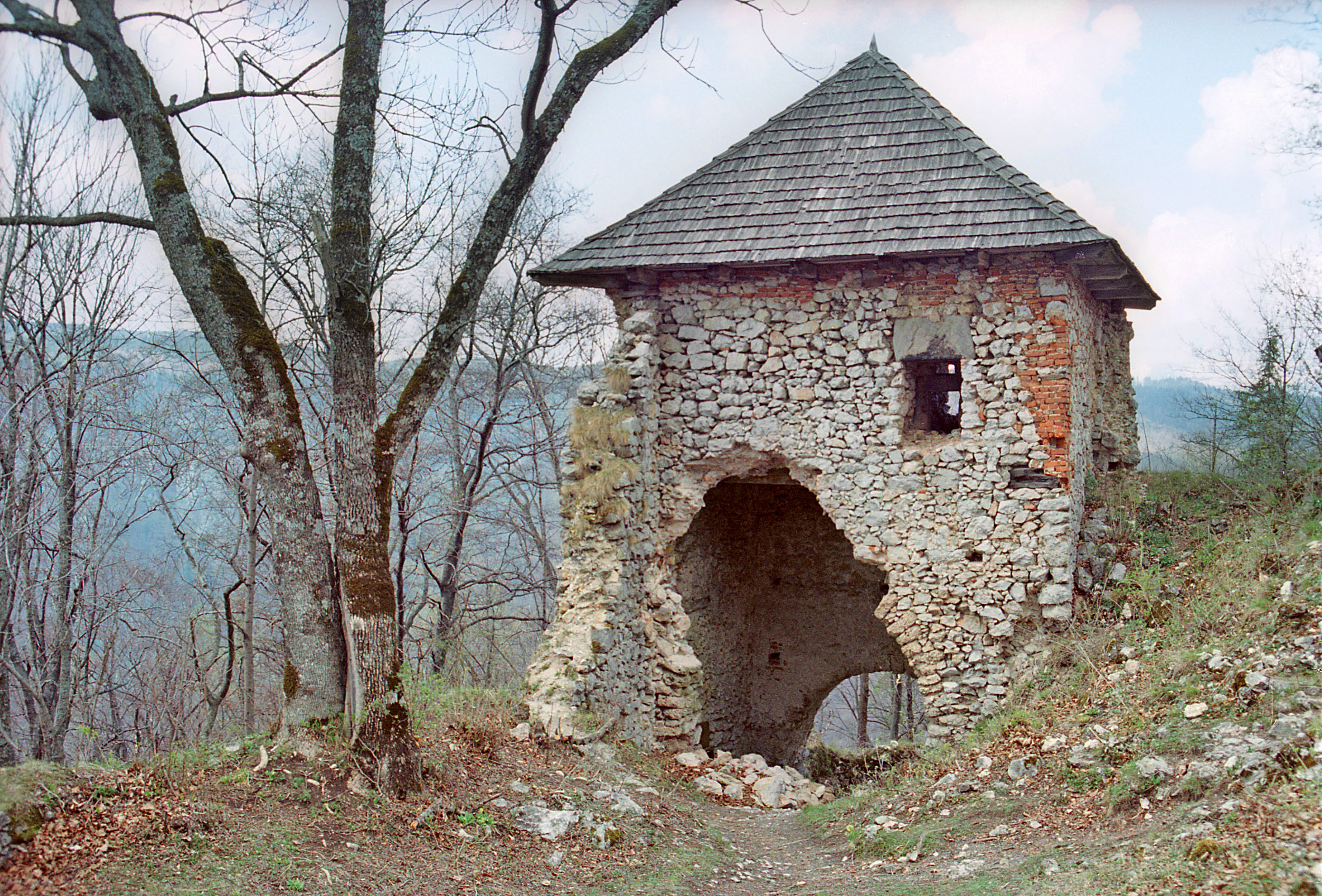
Murány várának romjai 2013-ban
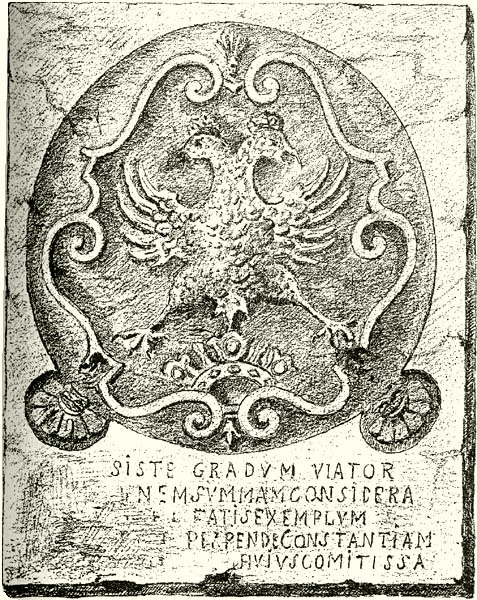
Széchy Mária címerköve a murányi várban
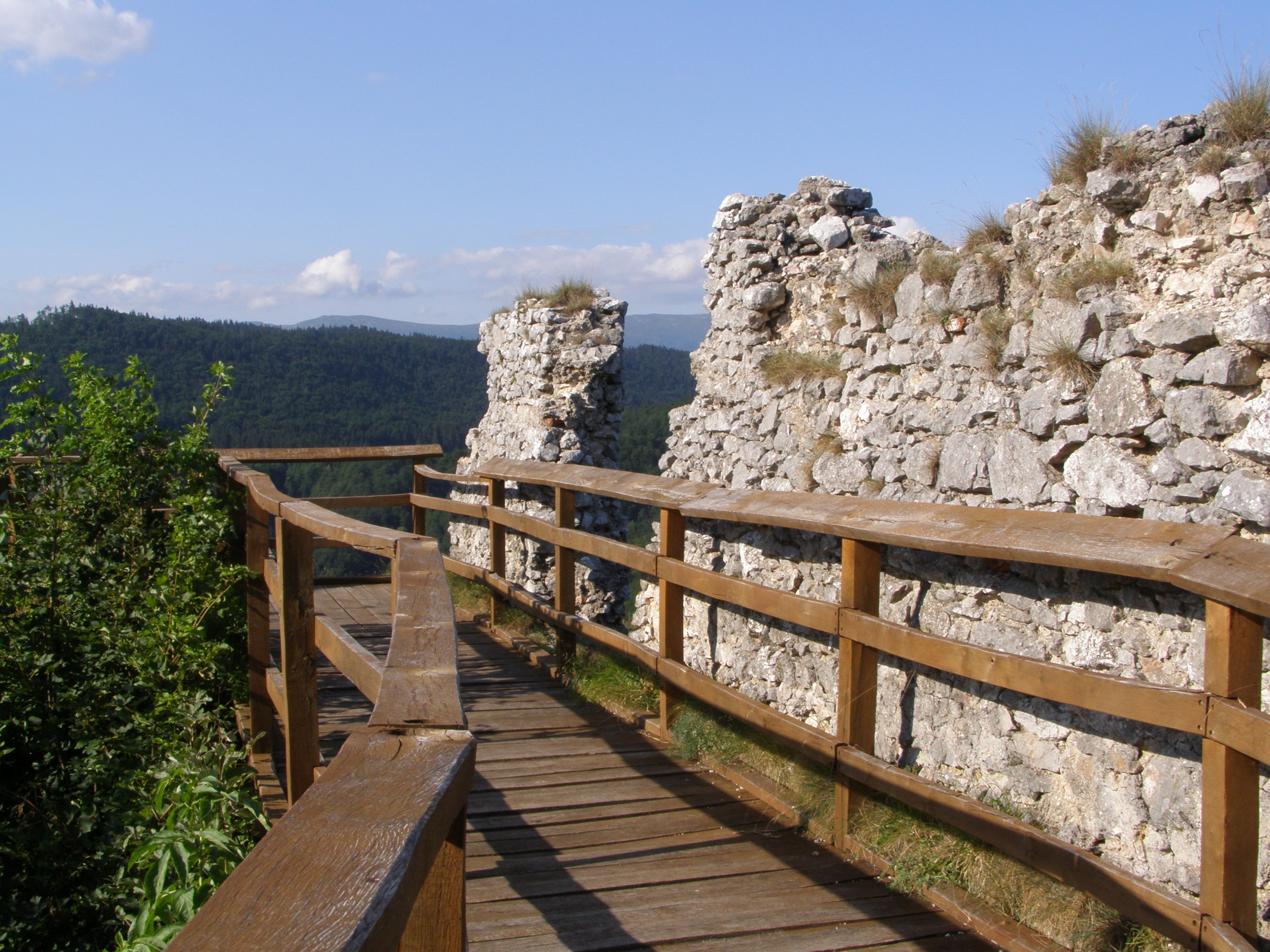
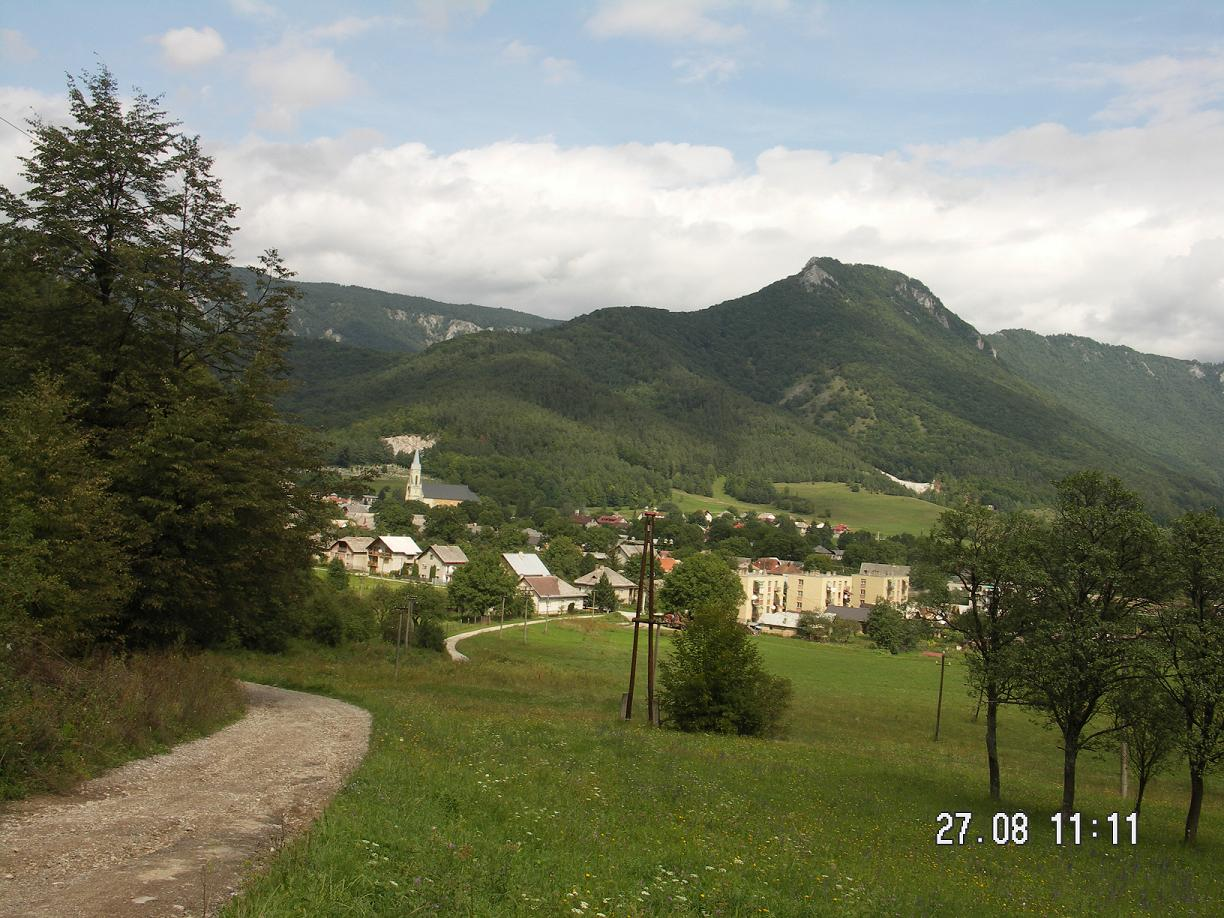